# Кекеш

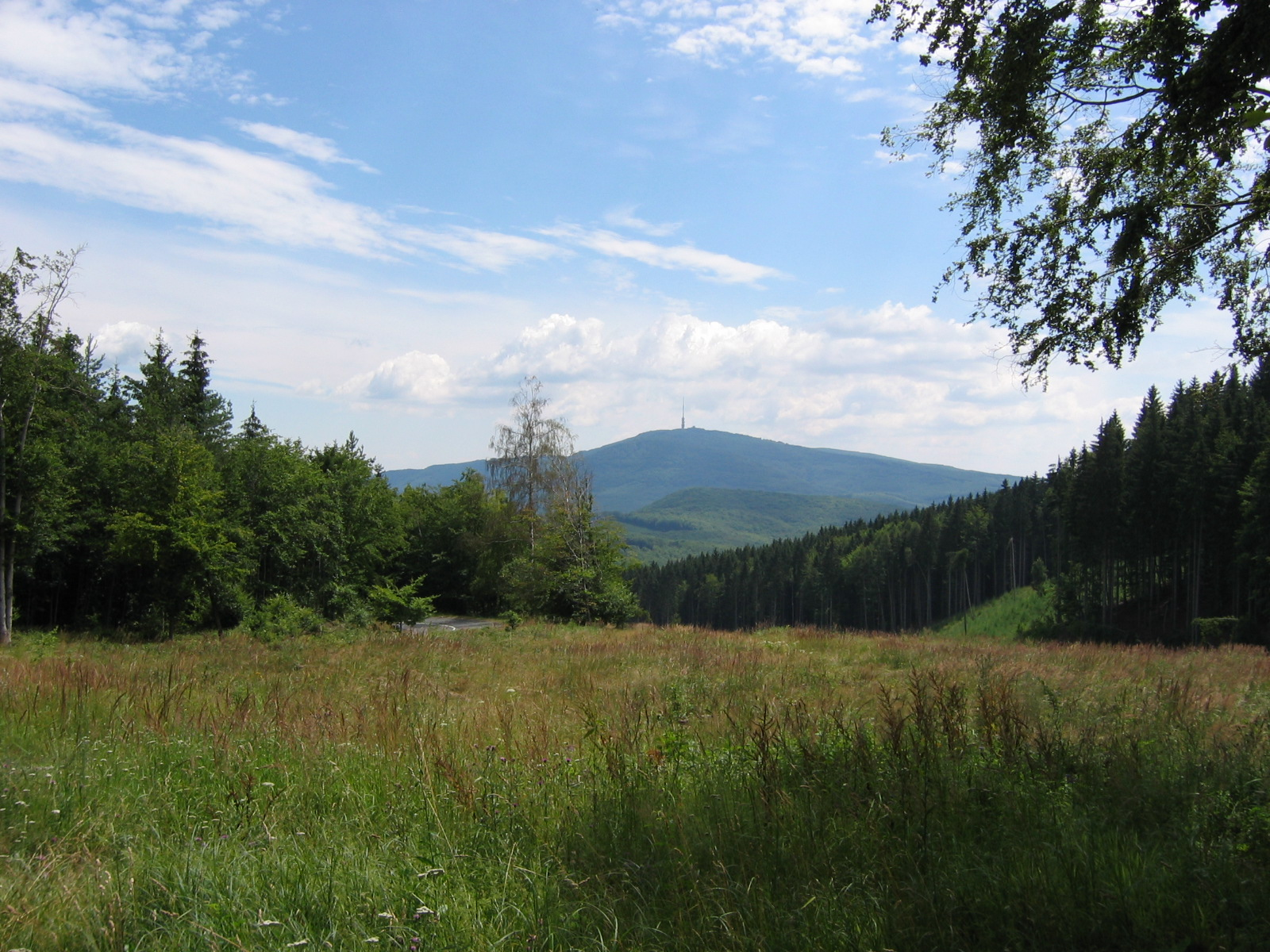
Кекеш

Ке́кеш (угор. Kékes) — гора, найвища вершина Угорщини, розташована в горах Матра на півночі країни. Це третє місце за популярністю в туристів після озера Балатон і Дунаю.
Назва Кекеш походить від блакитного вигляду гори. В угорській мові слово кек означає 'блакитний', а кекеш відповідно 'блакитнуватий'.